# 장 방정식
장 방정식(場方程式,Field equations)은 이론 물리학에서, 중력ㆍ전자기력ㆍ강력ㆍ약력의 4개의 힘이 물질과 상호 작용 하는 방법을 나타내는 방정식이다. 중력에 대한 뉴턴의 만유인력의 법칙이나 맥스웰 방정식 따위가 이에 속한다. 한편 이들 법칙들이 현재로는 특수상대성이론을 포함한 양자물리학이 탄생한 20세기 이전의 물리학이기에 고전 장 방정식으로 불린다.
고전적 필드 이론(장 이론)은 하나 이상의 물리 필드가 필드 방정식(장 방정식)을 통해 물질과 상호 작용하는 방식을 예측하는 물리 이론이다. '고전 분야 이론'이라는 용어는 일반적으로 자연의 두 가지 기본 힘인 전자기 및 중력을 설명하는 물리적 이론을 설명하기 위해 사용되왔음을 의미한다. 양자 역학을 통합한 이론을 양자 장 이론이라고한다.

## 같이 보기
- 상대성이론
- 아인슈타인 장 방정식
- 슈바르츠실트 계량(Schwarzschild metric)
- 케플러의 행성운동법칙(Kepler's laws of planetary motion)